# Rodolphe Töpffer
Rodolphe Töpffer (31. januar 1799 – 8. juni 1846) var en schweizisk lærer, forfatter, maler og karikaturtegner. Han regnes som en af de første tegneserieskabere.
Han blev født i Geneve i Schweiz. Faderen, Adam-Wolfgang Töpffer, var en professionel maler der til tider også tegnede karikaturer. Faderen blev hovedsagelig kendt som tegnemester for Joséphine de Beauharnais ved det franske hof mellem 1804 og 1807.
Rodolphe gjorde et forsøg på at uddanne sig i Paris i 1819-1820, inden han returnerede til Geneve hvor han fik arbejde som skolelærer. I 1823 blev han i stand til at etablere sin egen grundskole for drenge. Ti år senere, i 1832, blev han udnævnt til professor i litteratur ved Universitetet i Geneve.
Selv om han trivedes i sin valgte profession som professor, ønskede han at udvikle de aktiviteter han holdt på med i sin fritid, nemlig skønmaling. Han udstillede et antal landskabsmalerier med lokale motiver, tydeligt inspireret af den tidstypiske, romantiske retning. Han forfattede tillige flere korte historier og noveller, og underholdt jævnligt sine studenter med at tegne karikaturer.